# Burmalärka
Burmalärka (Plocealauda microptera) är en fågel i familjen lärkor inom ordningen tättingar.

## Utseende och läte
Burmalärkan är en brun fläckad lärka med tjock näbb och kort stjärt. Buken är vit med tydlig mörk streckning på bröstet. Ögonbrynsstrecket är också relativt kontrastrikt, vilket skiljer den från brunare och mindre tydligt tecknade arten australisk lärka med vilken den delvis överlappar med i utbredning. Hanen sjunger en visslande sång från sittplats eller låg sångflykt. Bland lätena hörs tunna och ljusa "seep".

## Utbredning och systematik
Fågeln förekommer endast i centrala Myanmar. Den behandlas som monotypisk, det vill säga att den inte delas in i några underarter.

### Släktskap och släktestillhörighet
Burmalärka placerades tidigare i släktet Mirafra, men genetiska studier från 2023 visar att det kan delas upp i fyra klader som är förhållandevis gamla, äldre än flera andra släkten i familjen. Författarna rekommenderar därför att Mirafra delas upp i flera släkten, där burmalärka med släktingar lyfts ut till nybeskrivna Plocealauda. Denna linje följs här. Närmaste släktingen till bengallärkan är indisk lärka.

## Status
Arten har ett rätt begränsat utbredningsområde men beståndet anses stabilt. Internationella naturvårdsunionen IUCN listar den därför som livskraftig (LC).